# Cmentarz żydowski w Sarajewie

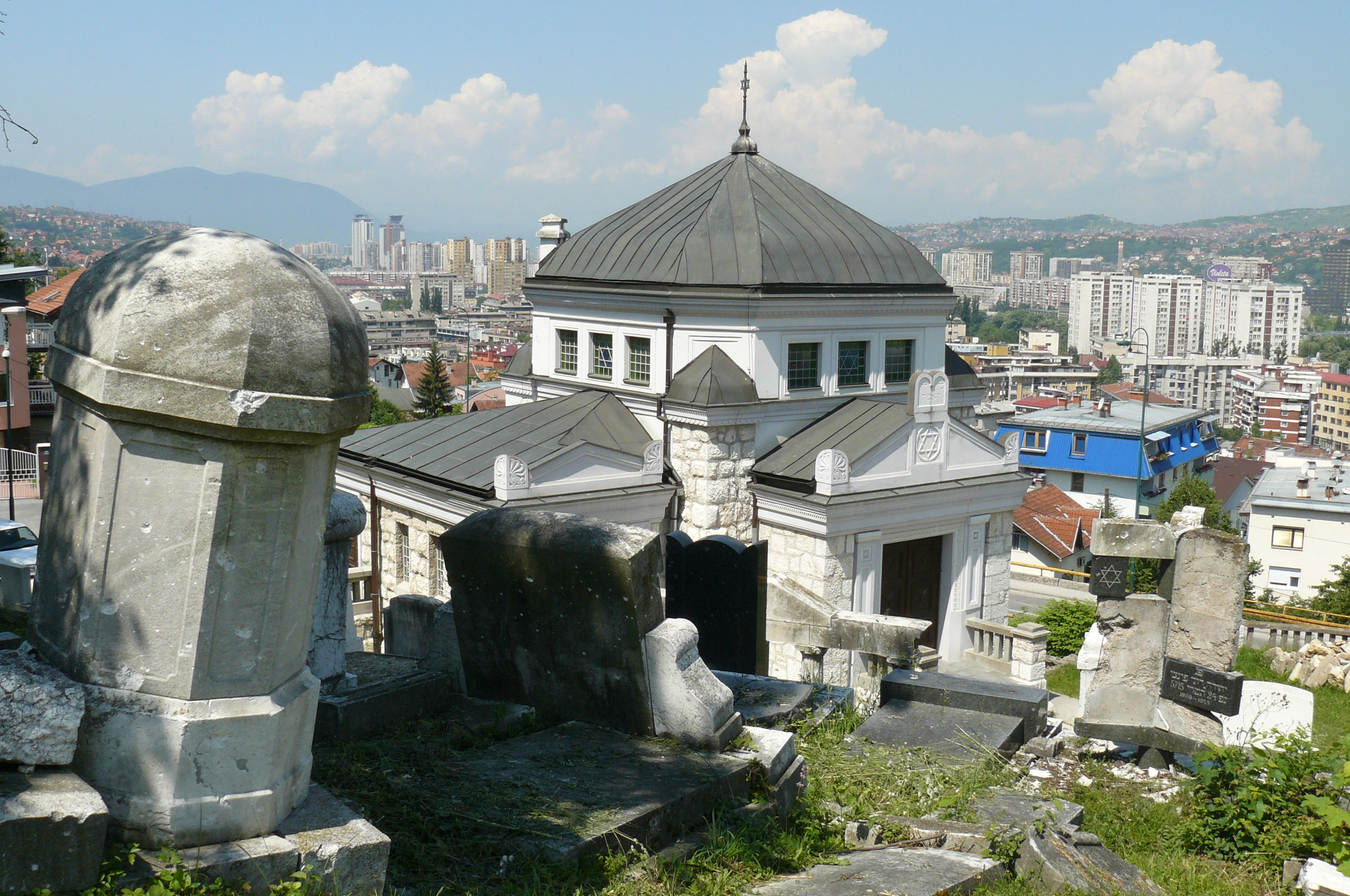
Strefa wejściowa - kaplica i nagrobki sefardyjskie

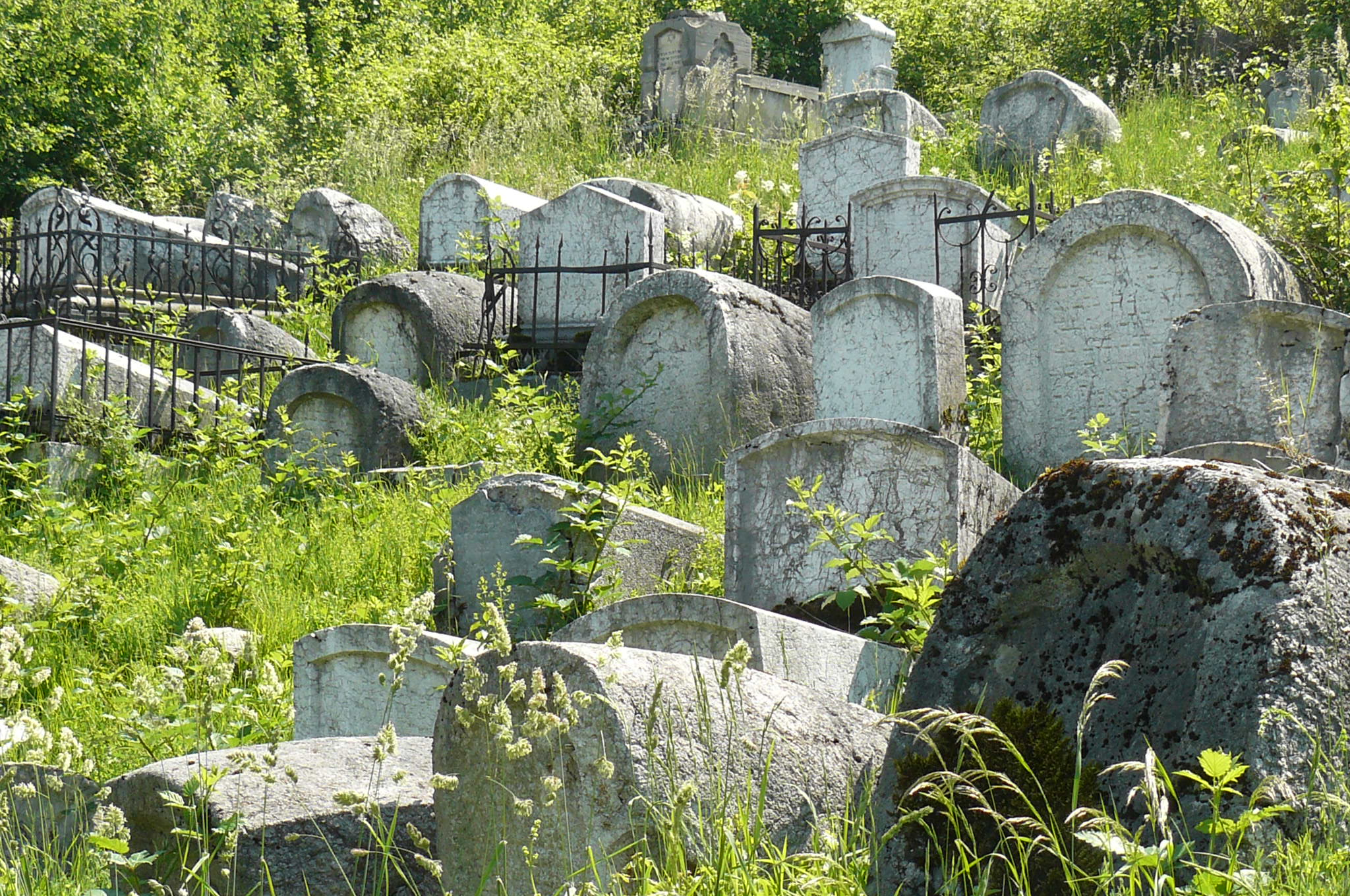
Najstarsze nagrobki aszkenazyjskie w górnej części nekropolii

Cmentarz żydowski w Sarajewie (bos. Jevrejsko groblje u Sarajevu) – trzeci najstarszy, zachowany cmentarz żydowski w Europie (po cmentarzu praskim i Cmentarzu Remuh w Krakowie), zlokalizowany w Sarajewie pomiędzy dzielnicami Kovačići i Grbavica (Novo Sarajevo), przy Drodze Młodych Muzułmanów (Put Mladih Muslimana).

## Historia
Położony na dość stromym stoku góry Trebević, stanowi niezwykle malownicze miejsce. Jako datę otwarcia nekropolii przyjmuje się rok 1630. W 1941 przeprowadzono pierwsze tajne badania nad historią cmentarza i pochowanymi tutaj osobami. Najstarsze nagrobki zlokalizowane są w górnych partiach cmentarza, a młodsze niżej. Przy głównym (dolnym) wejściu stoi eklektyczna kaplica przedpogrzebowa, a w pobliżu jest także aszkenazyjska kostnica. Mniej więcej w połowie stoku zbudowano pomnik ofiar terroru hitlerowskiego (1952, architekt Jahiel Finci). W 1962 powstało większe mauzoleum ofiar, autorstwa Zlatko Ugljena. Nekropolia została zamknięta dla pochówków w 1966. 

## Struktura pochówków
Na cmentarzu chowani byli żydzi sarajewscy - zarówno aszkenazyjczycy, jak i sefardyjczycy, gdyż obie te grupy reprezentowane były w mieście (liczniej Żydzi sefardyjscy). Wśród aszkenazyjczyków dominują nazwiska austro-węgierskie, w jidysz, np. Farkas, Brocziner, Prohaska, czy Rothkopf. Na grobach sefardyjczyków dominuje język hebrajski i ladino, a nazwiska brzmią bardziej południowo, np. Kampos, Montiljo, Tolentino, Papo, czy Brazil-Levy. 

## Oblężenie Sarajewa
O ile cmentarz był właściwie zapomniany przed oblężeniem Sarajewa w 1992, o tyle w czasie tych walk odegrał strategiczną rolę. Z górnych partii nekropolii Serbowie ostrzeliwali Starówkę i dzielnice mieszkaniowe przez kilka miesięcy, a wycofując się zaminowali cały teren cmentarny. Wykrywanie i likwidacja min trwała ponad pół roku i została przeprowadzona przez organizację Norwegian People’s Aid. Według Karla-Markusa Gaußa, to właśnie z okolic cmentarza strzelał snajper, który zabił Suadę Dilberović - studentkę medycyny, pierwszą ofiarę oblężenia Sarajewa.